# Сан-Марино на зимових Олімпійських іграх 2010
Сан-Марино на зимових Олімпійських іграх 2010 представляв 1 спортсмен в 1 виді спорту.

## Результати змагань

### Гірськолижний спорт

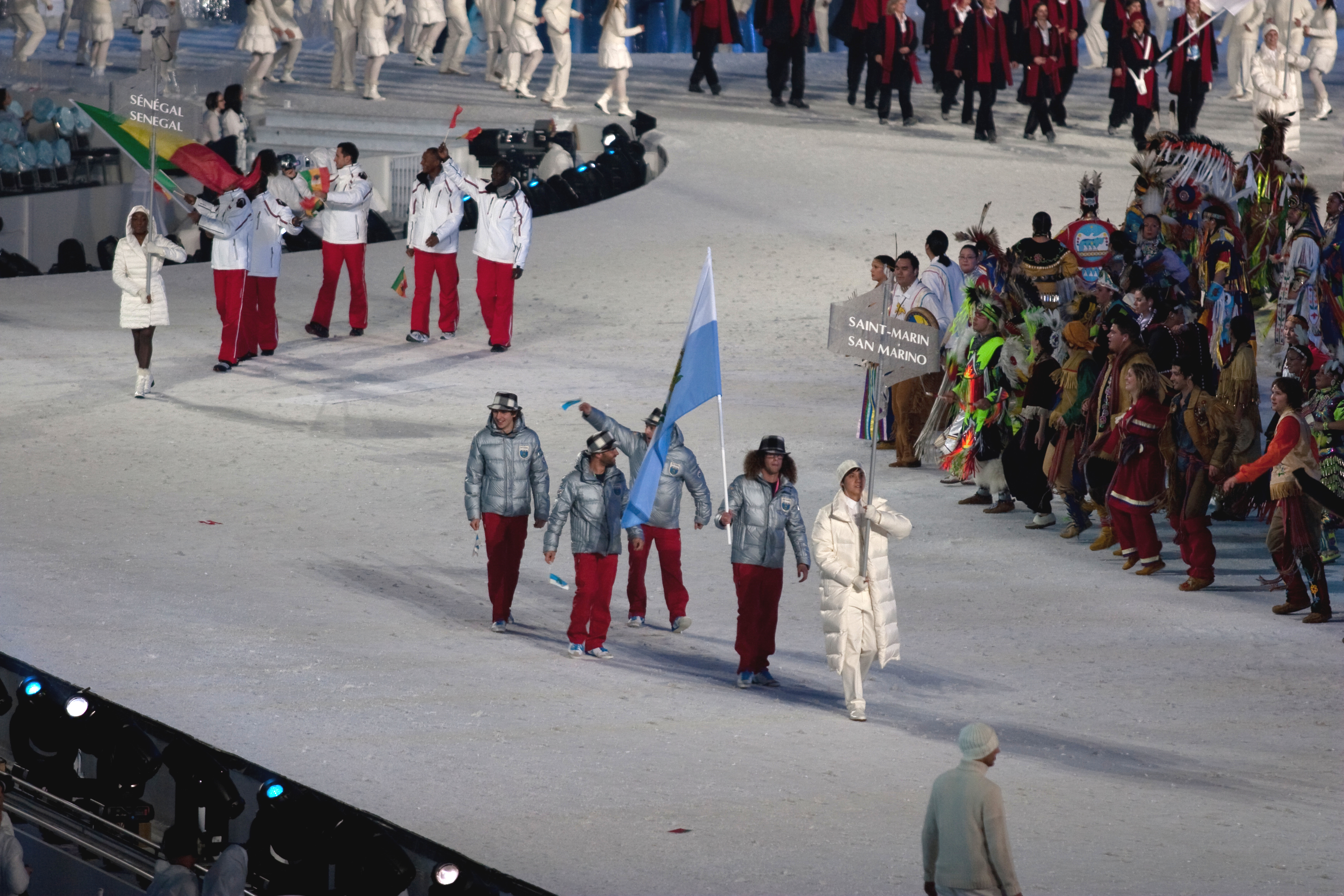
Збірна Сан-Марино під час Параду націй на церемонії відкриття Олімпіади

Чоловіки
| Змагання      | Спортсмени      | 1 спуск | 2 спуск | Всього  | Місце |
| ------------- | --------------- | ------- | ------- | ------- | ----- |
| Слалом-гігант | Маріно Карделлі | 1:40,88 | 1:44,88 | 3:25,76 | 80    |